# Aleksander Fredro (zm. po 1673)
Aleksander Fredro herbu Bończa (zm. po 1673 roku) – cześnik przemyski w latach 1635-1661 (zrezygnował z urzędu), poborca podatków ziemi przemyskiej w latach 1652 i 1654, sędzia skarbowy ziemi przemyskiej w 1655 roku, komisarz do wystawienia piechoty łanowej.

## Życiorys
Poseł na sejm nadzwyczajny 1652 roku z ziemi przemyskiej (zrezygnował z mandatu przed sejmem). 
W 1659 roku skazany na infamię, zaciekły wróg prawosławia.